# Great Barrier Reef
Great Barrier Reef er verdens største koralrev, der ligger i Koralhavet ud for Queenslands kyst og strækker sig 2.000 kilometer parallelt med Australiens nordøstkyst og kan ses fra rummet. 
Koralrevet er på størrelse med Italien og består af 3000 enkelte rev.
Revet har længe været kendt og benyttet af lokale beboere på de omkringliggende øer. Af de første europæiske opdagelsesrejsende kunne nævnes Louis-Antoine de Bougainville, der i 1768 fandt revet, men ikke gjorde krav på området for Frankrig. Desuden James Cook, som på en rejse to år efter langs revet fra maj til august stødte på grund med skibet HMS Endeavour den 11. juni.
I 1981 kom koralrevet på UNESCOs Verdensarvsliste og er i dag en af Australiens største turistattraktioner, der indbringer $6 mia.

## Blegning
I marts 2016 udkom en rapport, der berettede om udbredt blegning, blandt andet som følge af forhøjede havtemperaturer. Halvdelen af korallerne er døde eller døende, og 93 procent er bleget i forskellig grad.  Et tidligere forsøg på at få revet på listen over verdensarv i fare blev ikke gennemført, men i stedet udstedtes en advarsel. I foråret 2016 blev den australske regering enig om 'The Reef Plan 2050', som navnet antyder, er en langsigtet plan, der skal sikre revet overfor klimaforandringer.
I 2017 er der igen sket udbredt blegning af koralrevet på grund af høje vandtemperaturer. Mens blegningen i 2016 var mest udbredt i den nordlige del af Great Barrier Reef, er det i 2017 den centrale del som er hårdest ramt. Ifølge forskere ved den australske Marine Park Authority er det usikkert om Great Barrier Reef kan komme sig efter skaden. I april 2017 udkom en rapport fra James Cook University der berettede, at mere end to tredjedele af revet er bleget. I 2020 havde afblegningen bevæget sig længere sydpå.
The Great Reef Census er dannet for at indsamle rekognoseringsdata fra hele revet ved hjælp af borgervidenskab.  Sådanne kritiske data kan forbedre mulighederne for at finde vigtige kilder til bevaring af revet.
I 2022 rapporterede Australian Institute of Marine Science den største genopliving over to tredjedele af revet i over 36 år, så den nordlige og centrale del så en gennemsnitlig genkomst af koraller på 36%, fra et historisk lavt niveau på 27%. Dog ses ikke samme biodiversitet som tidligere, da man mest ser hurtigtvoksende monokulturer af koraller fra slægten Acropora, som f.eks. påvirker bestanden af papegøjefisk negativt.